# Pinnacles-Nationalpark (Queensland)
Der Pinnacles-Nationalpark (englisch Pinnacles National Park) besitzt die Größe von 11,37 Quadratkilometer und liegt in Queensland, Australien.

## Lage
Der Pinnacles-Nationalpark befindet sich in der Region North Queensland und liegt 30 Kilometer südwestlich von Townsville. Man erreicht ihn über die Harvey Range Road, von der man unmittelbar vor Rupertswood auf der unbefestigten Granitevale Road Richtung Süden abzweigt. Nach etwa acht Kilometern erreicht man den Nationalpark. Dort gibt es allerdings keine Besuchereinrichtungen.
In der Nachbarschaft liegen die Nationalparks Paluma Range, Bowling Green Bay, Dalrymple und Magnetic Island.

## Flora und Fauna
Der Pinnacles-Nationalpark schützt trockenen Eukalyptus- und in einigen kleinen Nischen auch tropischen Regenwald. Hier lebt der Kläfferkauz (Ninox connivens), ein Vogel aus der Gattung der Buschkäuze (Ninox).